# 村上和雄
村上 和雄（むらかみ かずお、1936年1月2日 - 2021年4月13日）は、日本の分子生物学者。筑波大学名誉教授。
現在の奈良県天理市生まれ。1983年に、高血圧を引き起こす原因となる酵素「ヒト・レニン」の遺伝子解読に成功。

## 来歴
1958年京都大学農学部農芸化学科卒業、1963年京都大学大学院農学研究科農芸化学専攻博士課程修了、1964年農学博士。オレゴン医科大学研究員（生化学教室）。1968年京都大学農学部助手。1969年ヴァンダービルト大学医学部研究員、1975年ヴァンダービルト大学医学部助教授。1976年筑波大学応用生物化学系助教授、1978年教授、1984年筑波大学遺伝子実験センター長、1994年筑波大学先端学際領域研究センター長、1999年筑波大学定年退官、名誉教授、財団法人国際科学振興財団専務理事、同バイオ研究所所長。2000年茨城県工業技術センター長。2008年全日本家庭教育研究会総裁。
1990年マックス・プランク賞受賞、1996年稲上正と共同で日本学士院賞受賞。国際科学振興財団 (FAIS) 理事、主席研究員。2011年、瑞宝中綬章受章。
2021年4月13日、肺炎のため、死去。85歳没。死没日をもって従四位に叙される。

## 研究

### YAP因子
日本人が持つ特有の性質がY染色体ハプログループDにあるのではないかと考え、これを特徴づける変異マーカーであるYAP因子を研究した。
YAPとはY染色体のD系統とE系統の男性のみが持つ300塩基からなる配列であるが、その性質は現在も解明されていない。

### サムシング・グレート
天理教の信者（「用木」）。生命の存在はダーウィンの進化論では十分に説明できないと考え、サムシング・グレートと呼ぶ存在を想定し自身の立場が「知的設計論者の意見に近い」と述べているが、さらに、自著においては、サムシング・グレートを指して「あれは親神様のことです。」と明かし、サムシング・グレートが天理教の「親神様」のことを指していることを認めている。
2007年2月21日、茨城県高校教職員組合は、茨城県内の県立高校で使用されている道徳の教科書の『生命のバカ力』から引用部分が特定の宗教を広める内容だとして、県教育委員会に是正措置を求めた。これに対して県教委は問題がないとの見解を示している。

## 著書
- 『バイオテクノロジー 遺伝子工学が開いた先端技術』講談社ブルーバックス 1984年
- 『人間 信仰 科学 バイオ新時代をひらく世界観』天理教道友社 1986年『サムシング・グレート 大自然の見えざる力』サンマーク文庫 1999年
- 『生命（イノチ）の不思議 バイオ新時代を生きぬく知恵 村上和雄対話集』天理教道友社 1987年 『生命をめぐる対話 人間の本質と生き方を語る』サンマーク文庫 2008年
- 『遺伝子は生命の不思議を語るか』三田出版会 1990年
- 『化学ってどんな科学』開成出版 1994年
- 『遺伝子からのメッセージ 「こころ」と「からだ」の関係をやさしく解く』日新報道 1996年　のち朝日文庫
- 『生命(（いのち）の暗号 あなたの遺伝子が目覚めるとき』サンマーク出版 1997年
- 『科学は常識破りが面白い 偏差値秀才には限界がある』光文社カッパブックス 1998年 『見えた! いのちの底力』講談社+α文庫 2006年
- 『人生の暗号 あなたを変えるシグナルがある』サンマーク出版 1999年 のち文庫
- 『いのちの素晴らしさ　あなたの遺伝子が目覚めるとき』モラロジー研究所 廣池学園事業部（発売）2000年
- 『幸福の暗号 ゲノム科学から見た生きがい論』徳間書店 2000年 のちサンマーク文庫
- 『ゲノムビジネスとは何か! 遺伝情報の解読がもたらす社会・ビジネス・生活の大変革』 2001年
- 『生命（いのち）の暗号(2) あなたの「思い」が遺伝子を変える』サンマーク出版 2001年 のち文庫
- 『生命のバカ力 人の遺伝子は97%眠っている』講談社+α新書 2003年
- 『イネゲノムが明かす「日本人のDNA」』家の光協会 2003年
- 『遺伝子オンで生きる こころの持ち方であなたのDNAは変わる！』サンマーク出版 2004年 のち文庫
- 『笑う!遺伝子 笑って、健康遺伝子スイッチON！』一二三書房 2004年
- 『そうだ!絶対うまくいく! 「できる」遺伝子が目ざめる生き方・考え方』海竜社 2006年 のちPHP文庫
- 『陽気ぐらしの遺伝子』天理教道友社 2007年
- 『運命の暗号 「幸せの遺伝子」で人生が好転する』幻冬舎 2008年
- 『遺伝子が語る「命の物語」 三八億年の奇跡となぞ、かぎりない可能性』くもん出版 2008年
- 『アホは神の望み』サンマーク出版 2008年 のち文庫
- 『DNAとおなかの赤ちゃんと私たち 生命の不思議に学ぶ』命尊重センター いのちを考えるブックレット 2009年
- 『スイッチ・オンの生き方 遺伝子が目覚めれば、人生が変わる』致知出版社 2009年
- 『こころと遺伝子 エナジーシグナルが遺伝子を変える 思いが人生を創出する』実業之日本社 2009年
- 『愛が遺伝子スイッチON』海竜社 2010年
- 『奇跡を呼ぶ100万回の祈り』ソフトバンククリエイティブ 2011年
- 『幸せの遺伝子 「ひらがな言葉」が眠れる力を引き出す!』育鵬社 2011年
- 『人を幸せにする魂と遺伝子の法則』致知出版社 2011年
- 『科学者の責任 未知なるものとどう向き合うか』PHP研究所 2012年
- 『スイッチ 遺伝子が目覚める瞬間』サンマーク出版 2012年
- 『明日への叡智 村上和雄いのちの対話』新学社 2013年
- 『今こそ日本人の出番だ 逆境の時こそ「やる気遺伝子」はオンになる!』講談社+α新書 2013年
- 『子どもの遺伝子スイッチ・オン! 眠っている無限の可能性を引き出す方法』新学社 2013年
- 『望みはかなうきっとよくなる』海竜社 2013年

### 共著
- 『遺伝子工学から蛋白質工学へ』堀比斗志 東京大学出版会 1990年
- 『21世紀をめざす信仰』天理教東京教区創立80周年記念シンポジウム公開講演録 山折哲雄 扶桑社 1991年
- 『科学者が実感した神様の働き』 小滝透対談 天理教道友社 1999年
- 『「遺伝子とサムシング・グレート」は教える こころが元気になる偉大な力』佐藤康行 日新報道 1999年
- 『遺伝子は語る 眠っているDNAを目覚めさせる生き方・考え方とは?』行徳哲男 致知出版社　2000年
- 『日本「ヒトゲノム計画」のいま 最先端レポート』清水信義共著 ビジネス社 2000
- 『未知からのコンタクト』桜井邦朋 黙出版 2000年
- 『ナイトサイエンス教室(1) 生命の意味』竹内薫共著 徳間書店 2000年 『遺伝子の不思議超入門』文庫
- 『良心の復権 21世紀における良心の諸問題』遠藤順子、八城政基、小田晋、本山博共著 宗教心理出版 2000年
- 『脳＋心＋遺伝子 VS. サムシンググレート ミレニアムサイエンス 人間とは何か──』養老孟司、茂木健一郎、竹内薫 徳間書店 2000年
- 『脳とサムシンググレート』5次元文庫 2009年
- 『成功の暗号』ルー・タイス共著 桐書房 2001年
- 『サムシング・グレートは語る』行徳哲男、芳村思風共著 致知出版社 2002年
- 『世界は1つの生命からはじまった サムシング・グレートからの贈り物』葉祥明 きこ書房 2004年
- 『生きている。それだけで素晴らしい 遺伝子が教える「生命」の秘密』阿部博幸共著 PHP研究所 2004年
- 『生きるために大切なものの見方考え方 宇宙・地球そして日本人』松井孝典 大越俊夫 小泉武夫 ごま書房 2004年
- 『いのちを問う その重さと大切さ』野尻武敏 加地伸行 高木慶子 ミネルヴァ書房 2005年
- 『ありがとう おかげさま いのちとは何か 生きるとは何か』下村満子編著 米沢富美子 稲盛和夫 渥美和彦 中森じゅあん共著 海竜社 2006年 ロングセラーズ 2010
- 『「つつしみ」の法則 利他的遺伝子が地球を救う』中野良子対談 万葉舎 2006年
- 『心の力 人間という奇跡を生きる』玄侑宗久 致知出版社 2006年
- 『人間 この神秘なるもの 遺伝子は無限の可能性を秘めている』涛川栄太対談 致知出版社 2006年
- 『サムシング・グレートの導き 「心の科学」から見えてきたもの』渡部靖樹 PHP研究所 2007年
- 『人は何のために「祈る」のか 生命の遺伝子はその声を聴いている』棚次正和 祥伝社 2008年 のち黄金文庫
- 『健体康心 食と心が運命を決める』岩崎輝明、斎藤晶、木村秋則、行徳哲男、曻地三郎、日野原重明共著 致知出版社 2009年
- 『遺伝子が教える「勝つ経営」の法則』片方善治 コスモ教育出版 2010年
- 『遺伝子学者と脳科学者の往復書簡 いま、子どもたちの遺伝子と脳に何が起きているのか？』川島隆太 くもん出版 2010年
- 『コミック版 生命の暗号』坂本しゅうじ（作画）サンマーク出版 2010年
- 『運命をひらく小さな習慣』今野華都子 致知出版社、2010年
- 『二一世紀は日本人の出番 震災後の日本を支える君たちへ』吉田武男、一二三朋子共著 学文社 2011年
- 『神（サムシング・グレート）と見えない世界』矢作直樹共著 祥伝社新書 2013年
- 『遺伝子と宇宙子』西園寺昌美共著 致知出版社 2014年
- 『どうせ生きるなら「バカ」がいい』宮島賢也共著 水王舎 2015年
- 『道徳教育の根拠を問う 大自然の摂理に学ぶ』中西真彦、結城章夫、吉田武男、土居正稔共著 学文社 2015年

### 翻訳
- ディーパック・チョプラ,ルドルフ・E・タンジ共著『スーパーブレイン 脳に使われるな脳を使いこなせ最高の人生をあきらめない心のパワー』監訳 大西英理子訳 保育社 2014

## 講演CD
- 『“笑い”と“感動”で人生成功の遺伝子をONにする法』 2004年
- 『こころと遺伝子 ～“思い”が人生を創出する～』 2014年 10月